# Fraize
Fraize é uma comuna francesa na região administrativa do Grande Leste, no departamento de Vosges. Estende-se por uma área de 15.59 km². Em 2010 a comuna tinha 2 898 habitantes (densidade: 185,9 hab./km²).